# 藤得悦
藤得 悦（とうとく えつ）は、日本の映画監督。長谷部安春、澤田幸弘、村川透監督に師事し、フリーの助監督を経て、1992年TVドラマ「刑事貴族2」シリーズで初監督。
現在、日本映画学校で講師を務める。

## 主な作品

### 映画
- 『新宿欲望探偵』 （1994年）

### テレビ
- TX『孔雀の誘惑』（助監督・1989年）
- ANB『代表取締役刑事』（助監督・1991年）
- NTV『刑事貴族2』（1991年）
- NTV『刑事貴族3』（1992年）
- CX『食べる刑事』（1992年）
- NTV『静かなるドン』（1994年）
- CX『環状線に消えた女』（1995年）
- NTV『追跡5』（1999年）

### OV
- 『取立屋本舗ベビィ 闇金絵巻』（1993年）
- 『てやんでいBaby』（1996年）